# Ravin de Xorquet
Le ravin de Xorquet est un site archéologique situé dans la commune de Tàrbena (comarque de Marina Baixa), dans la province d'Alicante en Espagne.

## Description
Cet établissement humain est un petit refuge préhistorique mesurant 6 × 5 m dans lequel se trouve un représentation de l'art schématique, un style d'art rupestre du bassin méditerranéen de la péninsule Ibérique. Il s'agit d'une forme rectangulaire, avec des coins arrondis, à l'intérieur de laquelle se trouvent des barres de différentes épaisseurs. Il fait partie de l'ensemble de l'art rupestre de l'arc méditerranéen de la péninsule ibérique déclaré patrimoine mondial par l'UNESCO en 1998.

Le site a été déclaré en 1997 comme Bien d'intérêt culturel.